# Église de l'Assomption d'Anteuil
Pour les articles homonymes, voir Église de l'Assomption et Assomption.
L’église de l'Assomption d'Anteuil est une église située en France sur la commune d'Anteuil, dans le département du Doubs en région Bourgogne-Franche-Comté.
Elle fait l'objet d'un classement au titre des monuments historiques depuis 2009.

## Histoire
L'église actuelle, conçue en 1843, a été construite entre 1844 et 1854 dans le goût du gothique troubadour et vient en remplacement d'une église préexistante. Elle a été bâtie sur les plans de l'architecte comtois (alors architecte départemental du Doubs) Alphonse Delacroix (1807-1878).
Après avoir été inscrite aux monuments historiques en 2006,  
l'église de l'Assomption d'Anteuil fait l’objet d’un classement au titre des monuments historiques depuis le 28 janvier 2009.

## Rattachement
L'église fait partie de la paroisse de Clerval qui est rattachée au diocèse de Besançon.

## Architecture

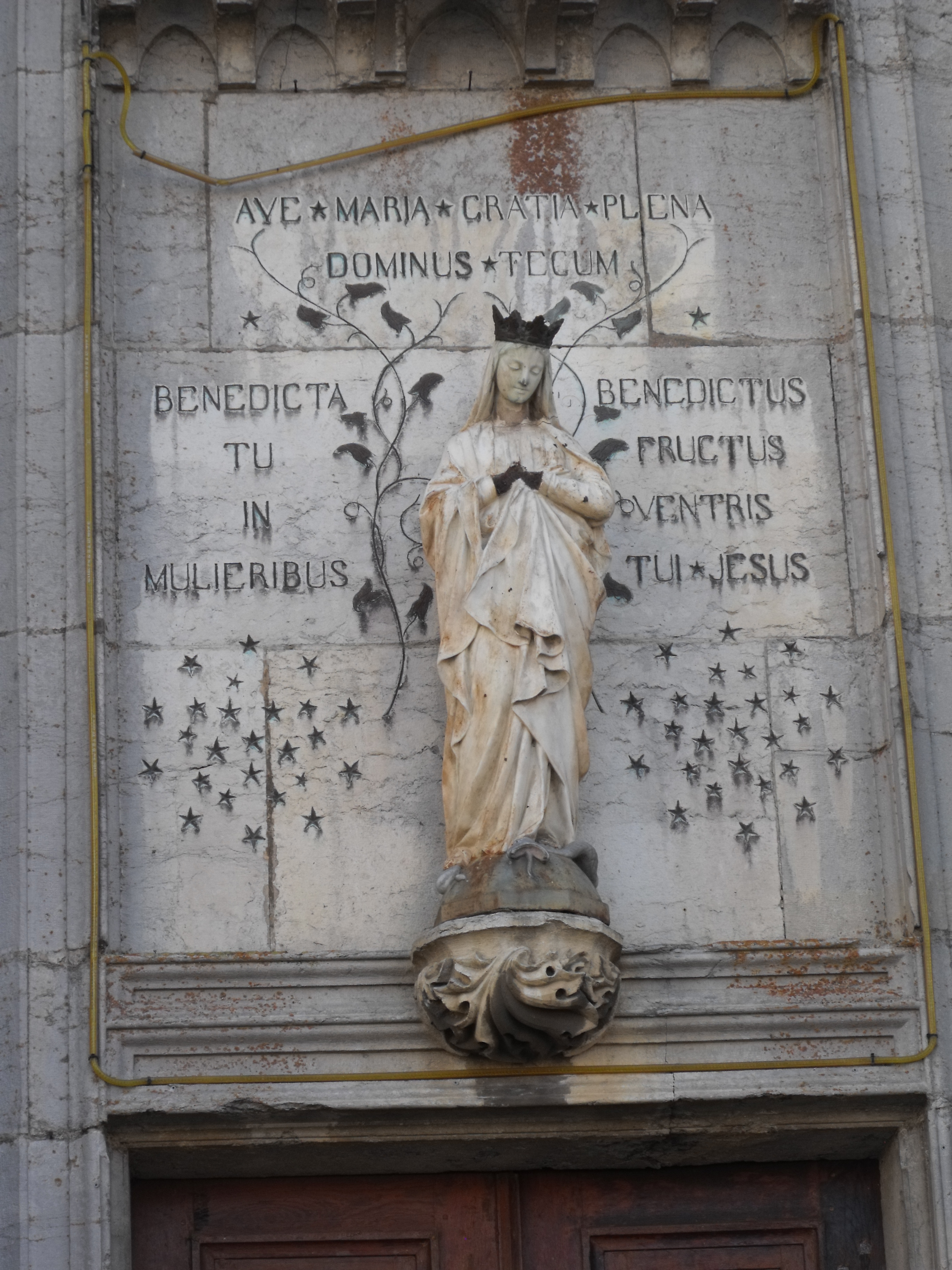
La statue de Notre-Dame sur la façade du clocher.

L'église est plutôt de style néo-gothique, mais reprend des éléments typiques du XVIIe siècle en Franche-Comté. L'intérieur est composé de trois nefs de cinq travées, d'une abside à sept pans, de deux sacristies. D'inspiration gothique, les voûtes sont croisées en ogives.
La tour du clocher est composée de sculptures, de niches et possède une horloge. Une statue en fonte de Notre-Dame de l'Assomption est également fixée à la base du clocher, au-dessus de l'entrée de l'église.

## Mobilier
À l'origine, l'église a reçu des éléments de mobilier spécialement conçus pour elle. Parmi ceux-ci, deux éléments possèdent une protection à titre objet des monuments historiques depuis le 6 janvier 1975:
- Deux chandeliers datant de la fin du XVIIIe siècle ou du début du XIXe siècle, en bois et dorés[3]
- une sculpture du Christ en croix datant du XVIIe siècle en bois peint[4]